# Cerviniidae
Cerviniidae é uma família de crustáceos da ordem Harpacticoida.